# Turniej o Puchar Burmistrza Rawicza 2011
Puchar Burmistrza Rawicza 2011 – turniej żużlowy, rozegrany po raz 17. w Rawiczu w parach, w którym zwyciężyła para Stanisław Burza i Robert Miśkowiak.

## Finał
- Rawicz, 4 września 2011
- Sędzia: Leszek Demski

| Miejsce | Para                                                     | Kluby                                    | Suma | Punkty                                      |
| ------- | -------------------------------------------------------- | ---------------------------------------- | ---- | ------------------------------------------- |
| złoto   | Stanisław Burza Robert Miśkowiak                         | Kaskad Równe PSŻ Lechma Poznań           | 22   | 9 (1,2,2,0,2,2) 13 (3,3,3,2,1,1)            |
| srebro  | Daniel Pytel Adrian Gomólski                             | ROW RKM Rybnik Lubawa Litex Ostrów Wlkp. | 20   | 3 (0,0,2,0,1,0) 17 (2,3,3,3,3,3)            |
| brąz    | Marcin Nowaczyk Zbigniew Suchecki                        | Kolejarz Rawicz KMŻ Lublin               | 19+3 | 8+3 (1,1,1,3,1,1) 11 (2,3,d,1,3,2)          |
| 4       | Marcel Kajzer Borys Miturski                             | Włókniarz Częstochowa KSM Krosno         | 19+2 | 12+2 (3,2,1,2,2,2) 7 (2,0,d,1,3,1)          |
| 5       | Wojciech Lisiecki Mariusz Puszakowski                    | Start Gniezno KMŻ Lublin                 | 17   | 1 (0,1,w,w,d,–) 16 (3,2,2,3,3,3)            |
| 6       | Wiktor Gołubowskij Szymon Kiełbasa                       | Rosja · Kolejarz Rawicz                  | 15   | 14 (2,3,3,3,2,1) 1 (0,1,d)                  |
| 7       | Norbert Kościuch Damian Michalski rez. Marcin Wawrzyniak | PSŻ Lechma Poznań Orzeł Łódź             | 12   | 8 (1,0,2,t,2,3) 4 (0,1,1,2,0,0) 0 (1,1,d,0) |